# 龐昌胤
龐昌胤（1603年3月17日—？年），字爾祚，號再王，四川順慶府西充縣人，明朝政治人物。

## 生平
習《易經》。天啓七年丁卯科四川鄉試中式舉人，崇禎十年（1637年）登丁丑科進士，於吏部觀政，崇禎十二年（1639年）授無錫縣知縣，當地本來厚待諸生，有田者可免豁免錢糧，無田者就分發銀兩。他因為分發銀兩不及時，遭諸生逐出縣，崇禎十五年（1642年）改任嘉定县知县。本年應天鄉試同考，十六拾遺，降補两浙盐运司知事。

## 家族
曾祖龐義，祖龐士賢，父龐淳〔恩貢〕。